# メディアモレキュール
メディアモレキュール（英: Media Molecule Ltd.）は、イギリスのテレビゲームの開発会社。PlayStation専用ゲームの開発に当たるソニー・インタラクティブエンタテインメント（SIE）の子会社でPlayStation Studiosの一つである。主にアクションゲームの開発を行い、リトルビッグプラネットシリーズなどを手掛けてきた。

## 概要
2006年1月4日にイギリス、サリーにあるギルフォードで設立した。PlayStation 3専用タイトル『リトルビッグプラネット』の発売後、2010年3月2日にソニー・コンピュータエンタテインメント（SCE）に買収された。
2008年リリースのメディアモレキュール開発第一弾となった、PlayStation 3タイトル『リトルビッグプラネット』は、著名レビューサイトMetacriticで95点を取るなど高評価を得ている。SCE買収後、『リトルビッグプラネット2』を発売した。
メディアモレキュールの明るくフレンドリーな雰囲気の新オフィスには、バーベキューセットを備えたテラス、ドリンク、フードが用意されたキッチン、おしゃれなコーヒーマシン、卓球台、そして最新鋭のレコーディングスタジオなどが完備されている。
2012年8月、ドイツで開催されたゲームズコムでPlayStation Vita専用ソフトウェア『Tearaway』が正式発表された。

## 開発タイトル
| 発売年 | タイトル                          | プラットフォーム |
| ------ | --------------------------------- | ---------------- |
| 2008年 | リトルビッグプラネット            | PlayStation 3    |
| 2011年 | リトルビッグプラネット2           | PlayStation 3    |
| 2013年 | Tearaway 〜はがれた世界の大冒険〜 | PlayStation Vita |
| 2015年 | Tearaway: Unfolded                | PlayStation 4    |
| 2020年 | Dreams Universe                   | PlayStation 4    |